# زیردریایی کلاس وسترگوتلاند
زیردریایی کلاس وسترگوتلاند (به انگلیسی: Västergötland-class submarine) یک کلاس از زیردریایی است که طول آن ۴۸٫۵ متر (۱۵۹ فوت ۱ اینچ) می‌باشد.